# CGI (圍棋軟體)
CGI是由國立交通大學資訊工程學系吳毅成教授所帶領的團隊所開發的圍棋軟體。

## 簡介
從2008年開始發展，一開始名稱為HappyGo，之後大幅改寫時改名為Amigo，但因Amigo與其他圍棋軟體名稱衝突，在後來改名時以實驗室的名字為基礎，改名為CGI並使用至今。其中CGI為CGI Go Intelligence的递归缩写，指的是「CGI實驗室圍棋智慧」。
於2017年年底與棋城合作，推出業餘七段棋力的對弈服務。

## 演進

### HappyGo
2008年到2011年的版本，以作者王永樂的暱稱Happy為名，僅支援9x9的棋盤：
- 沒有任何機器學習的程式碼，是基於蒙特卡洛树搜索（MCTS）以及人類對圍棋的知識所寫成的程式。
- 不支援任何平行運算。

### Amigo
2012年到2014年的版本，這個版本將蒙特卡洛树搜索（MCTS）的平行運算框架化，以便於用在其他軟體上。這個版本雖然可以進行19x19棋盤對弈，但只是實做而沒有最佳化，所以非常的弱：
- 實做蒙特卡洛树搜索（MCTS）的平行運算框架。
- 支援平行運算。

### CGI 1.0
2015年一月到十二月的版本，除了採用了蒙特卡洛树搜索（MCTS）外，還包括了MM algorithm：
- 利用很多人為定義的特性進行學習。
- 利用progressive bias、progressive widening以及動態貼目改善蒙特卡洛树搜索（MCTS）。

### CGI 2.0
2015年十二月到2016年八月的版本，這個版本引入了深度卷积神经网络（DCNN）使得棋力大幅增強。在引入的初期採用Detlef Schmicker所提供的資料，在2016一月後採用自己訓練的資料：
- 使用監督式學習策略神經網路（英語：Supervised Learning policy network），這個版本還沒有使用强化学习策略策略神經網路（英語：Reinforcement Learning policy network）以及價值神經網路（英語：Value Network）。

### CGI 3.0
2016年八月後的版本，在這個版本因為AlphaGo論文的出現而有了巨大的改動，使得實力大幅進步，能在不讓子的對弈中與職業棋士較勁：
- 引入監督式學習策略神經網路（英語：Supervised Learning policy network）
- 引入強化學習策略神經網路（英語：Reinforcement Learning policy network）
- 引入價值網路（英語：Value Network）[4]
- 改善蒙特卡洛树搜索（MCTS）內的快速走子（英語：Rollout）
- 支援分散式計算

### CGI 4.0
2018年十二月的版本，這個版本能提供四十個穩定棋力等級之圍棋程式，最高棋力與ELF OpenGo棋力相當。

## 成績

### HappyGo

#### 對電腦
- 2009年TAAI，9x9第四名[1]。
- 2010年ICGA，9x9第八名[1]。
- 2010年TAAI，9x9第二名[1]。
- 2011年TAAI，9x9第五名[1]。
- 2013年TCGA，9x9第二名[1]。

### Amigo

#### 對電腦
- 2013年ICGA，9x9第三名[1]。
- 2013年TCGA，9x9第三名[1]。
- 2014年TCGA，9x9第二名[1]。
- 2014年TAAI，9x9第二名[1]。

### CGI 1.0

#### 對電腦
- 2015年ICGA，9x9第三名，13x13第四名，19x19第四名[1][2]。
- 2015年TCGA，9x9第一名，13x13第一名，19x19第一名[1][2]。

#### 對人
賽事皆為IEEE CIG 2015：
| 黑  | 白                   | 讓子 | 貼目 | 結果  | 備註 |
| --- | -------------------- | ---- | ---- | ----- | ---- |
| CGI | 俞俐均（職業一段）   | 6    | 0.5  | B+Res |      |
| CGI | Chi Chang（業餘5段） | 2    | 0.5  | W+Res |      |
| CGI | 周俊勳（職業九段）   | 6    | 6.5  | W+5.5 |      |
| CGI | 張凱馨（職業五段）   | 6    | 0.5  | W+Res |      |

### CGI 2.0

#### 對電腦
- 2016年UEC杯世界電腦圍棋大會，初賽第一名[7]，決賽第六名[1][2][8]。

#### 對人
賽事皆為IEEE WCCI 2016：
| 黑                 | 白                 | 讓子 | 貼目 | 結果  | 備註     |
| ------------------ | ------------------ | ---- | ---- | ----- | -------- |
| CGI                | 周平強（職業六段） | 2    | 0.5  | W+Res | 七月24日 |
| CGI                | 周俊勳（職業九段） | 2    | 0.5  | W+Res |          |
| 蔡尚榮（業餘六段） | CGI                | 2    | 0.5  | B+Res | 七月25日 |
| 張盛舒（業餘六段） | CGI                | 2    | 0.5  | B+Res | 七月25日 |
| CGI                | 周平強（職業六段） | 2    | 0.5  | B+Res | 七月25日 |
| 蔡尚榮（業餘6段）  | CGI                | 0    | 0.5  | W+Res | 七月26日 |
| 張盛舒（業餘6段）  | CGI                | 2    | 0.5  | B+Res | 七月26日 |

#### CGOS
在CGOS上，CGI1407_1_475_7c的BayesElo為3265分。

### CGI 3.0

#### 對電腦
- 2017年UEC杯世界電腦圍棋大會，初賽第六名[11]，決賽第七名[1][2][12]。
- 2017年世界智能圍棋公開賽，初賽第一名，決賽第二名[1][2][13]。

#### 對人
賽事為FUZZ-IEEE 2017：
| 黑                 | 白                 | 讓子 | 貼目 | 結果  | 備註 |
| ------------------ | ------------------ | ---- | ---- | ----- | ---- |
| CGI                | 周俊勳（職業九段） | 0    | 7.5  | B+Res |      |
| 周俊勳（職業九段） | CGI                | 0    | 7.5  | W+2.5 |      |

#### CGOS
在CGOS上，CGI1900_4c的BayesElo為3513分。

## 相關連結
- AlphaGo
- 吳毅成
- 電腦圍棋

## 外部連結
- CGI的Facebook專頁，目前的官方資訊頁面。
- 官方网站。（英文）